# Sextio Nigro
Sextio Nigro (in latino Sextius Niger; fl. II secolo a.C.) è stato un medico romano della scuola dei Sextii, figlio di Quinto Sextio.

## Biografia
Durante la dittatura di Cesare a Roma, a Sextio Nigro fu offerto di diventare senatore; egli però decise di rimanere in Grecia e di fondarvi una setta, rimodellando i principi di quella pitagorica. Sextio Nigro si appassionò presto alla medicina, seguendo gli insegnamenti dei discepoli di Asclepiade di Bitinia: molte opere di farmacologia (materia medica) scritte da Sextio vengono citate da Plinio il Vecchio (Naturalis historia, XVII, 68, 3). Dioscoride e Galeno ne lodano le opere di botanica. Come si intuisce da una lettera di Seneca (epistula 98), Sextio Nigro ebbe un figlio che seguì gli stessi studi medici.